# Salma Hayek
Salma Valgarma Hayek Jiménez (Coatzacoalcos, Veracruz, Mèxic, 2 de setembre de 1966) és una actriu de teatre, cinema i televisió mexicana, nominada a l'Oscar.

## Biografia
Els seus pares són el polític i home de negocis mexicà Sami Hayek Domínguez, d'origen libanès, i la cantant d'òpera Diana Jiménez. El seu primer nom 'Salma' vol dir en àrab "pau" o "calma". Parla castellà, anglès, àrab, i portuguès.
Va estudiar Relacions Internacionals a la Universitat Iberoamericana, però va deixar els seus estudis universitaris pels d'actuació. El seu primer treball artístic va ser a l'obra denominada Aladino y la lámpara maravillosa, on la va veure un productor de televisió que li va oferir un paper en la seva primera telenovel·la Un Nuevo Amanecer a Televisa. La seva baixa estatura va suposar que el seu segon paper fos de protagonista a la telenovel·la Teresa, que va ser un gran èxit amb audiències del 61% Arxivat 2007-09-28 a Wayback Machine..
Malgrat el seu gran èxit, va decidir deixar-lo tot a Mèxic i tornar a començar als Estats Units. Va estudiar actuació a Los Angeles, Califòrnia i va obtenir petits papers en algunes pel·lícules menors i programes de televisió per cable. El seu primer gran paper va ser a la pel·lícula Desperado amb Antonio Banderas. El director de la pel·lícula, Robert Rodríguez, la va elegir per actuar de nou amb Banderas a Four Rooms, Spy Kids i la seqüela de Desperado, a més d'Obert fins a la matinada amb George Clooney. Ha actuat en altres pel·lícules amb Penélope Cruz, Mike Myers, Will Smith, Matt Damon, Pierce Brosnan i la seva parella durant anys, Edward Norton.
El 2002 es va presentar la seva pel·lícula Frida sobre la pintora mexicana Frida Kahlo. El treball de diversos anys de la seva companyia de producció (Ventana Rosa) va suposar 6 nominacions a l'Oscar incloent el de Millor Actriu per a Hayek. La pel·lícula va obtenir 2 premis (Maquillatge i Música Original).

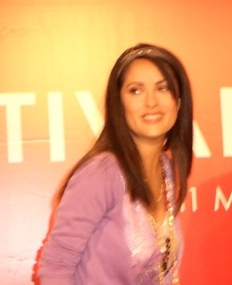
A Canes, el 2005

Des de 2004 el seu rostre és l'estendard d'Avon; anteriorment ho havia estat per a Revlon el 1998. A més és considerada una de les actrius millor vestides de Hollywood.
El 2006 quan va a Mèxic a promocionar la seva pel·lícula Bandidas és vetada per Televisa a causa de la seva assistència al noticiari "Hechos" de Tv Azteca que és la competència directa de Televisa.
El març de 2007 es dona a conèixer que està embarassada i compromesa amb l'empresari francès François-Henri Pinault, la firma del qual és propietària de les marques Gucci i Yves Saint-Laurent, YSL.
El divendres 21 de setembre de 2007, dona a llum en un hospital de Los Angeles a una nena que bateja amb el nom de Valentina Paloma Pinault-Hayek, que va pesar 3 quilos i 374 grams.
L'1 de gener del 2012 va ser nomenada Cavaller de la Legió d'Honor pel govern francès.

## Filmografia

### Cinema
| Any  | Títol                                        | Paper                        | Notes |
| ---- | -------------------------------------------- | ---------------------------- | --- |
| 1993 | Mi vida loca                                 | Gata                         | |
| 1995 | El callejón de los milagros                  | Alma                         | |
| 1995 | Desperado                                    | Carolina                     | |
| 1995 | Fair Game                                    | Rita                         | |
| 1996 | Obert fins a la matinada                     | Santanico Pandemonium        | |
| 1996 | Follow Me Home                               | Betty                        | |
| 1996 | Fugitius encadenats                          | Cora                         | |
| 1997 | Només els ximples s'enamoren (Fools Rush In) | Isabel Fuentes               | |
| 1997 | Breaking Up                                  | Monica                       | Per Vídeo. |
| 1997 | Sistole Diastole                             | Carmelita                    | |
| 1998 | 54                                           | Anita                        | |
| 1998 | The Velocity of Gary                         | Mary Carmen                  | |
| 1998 | The Faculty                                  | Infermera Harper             | |
| 1999 | Dogma                                        | Serendipity                  | |
| 1999 | El coronel no tiene quien le escriba         | Julia                        | |
| 1999 | Wild Wild West                               | Rita Escobar                 | |
| 2000 | Timecode                                     | Rose                         | |
| 2000 | La gran vida (Living it Up)                  | Lola                         | |
| 2000 | Chain of Fools                               | Sergent Meredith Kolko       | Per vídeo. |
| 2000 | Traffic                                      | Rosario                      | No surt als crèdits |
| 2001 | Hotel                                        | Charlee Boux                 | |
| 2002 | Frida                                        | Frida Kahlo                  | Nominada − Oscar a la millor actriu Nominada − Globus d'Or a la millor actriu dramàtica Nominada − BAFTA a la millor actriu |
| 2003 | Spy Kids 3-D: Game Over                      | Cesca Giggles                | |
| 2003 | Once Upon a Time in Mexico                   | Carolina                     | |
| 2003 | V-Day: Until the Violence Stops              | herself                      | |
| 2004 | El gran cop (After the Sunset)               | Lola Cirillo                 | |
| 2005 | Sian Ka'an                                   | Maria (veu)                  | |
| 2006 | Pregunta-ho al vent                          | Camilla Lopez                | Millor escena de nus de l'any                                                                                               |
| 2006 | Bandidas                                     | Sara Sandoval                | |
| 2007 | Lonely Hearts                                | Martha Beck                  | |
| 2007 | Across the Universe                          | Bang Bang Shoot Shoot Nurses | |
| 2008 | Beverly Hills Chihuahua                      | Foxy (veu)                   | |
| 2009 | Cirque du Freak                              | Madame Truska                | |
| 2010 | Grown Ups                                    | Roxanne Chase-Feder          | |
| 2011 | La chispa de la vida                         | Luisa Gómez                  | Nominada − Goya a la millor actriu                                                                                          |
| 2013 | Grown Ups 2                                  | Roxanne Chase-Feder          | |
| 2014 | How to Make Love Like an Englishman          | Olivia                       | |
| 2015 | Il racconto dei racconti                     | Reina de Longtrellis         | |
| 2015 | Septembers of Shiraz                         | Farnez                       | |
| 2016 | Sausage Party                                | Teresa                       | Veu |
| 2017 | Beatriz at Dinner                            | Beatriz                      | |
| 2017 | Drunk Parents                                |                              | |
| 2017 | The Hitman's Bodyguard                       | Sonia Kincaid                | |
| 2021 | Eternals                                     | Ajak                         | |
| 2021 | House of Gucci                               | Pina Auriemma                | |

### Televisió
| Any  | Títol                          | Paper                  | Notes |
| ---- | ------------------------------ | ---------------------- | --- |
| 1988 | Un Nuevo Amanecer              |                        | Telenovel·la |
| 1989 | Teresa                         | Teresa                 | Telenovel·la |
| 1993 | The Sinbad Show                |                        | Personatge recurrent |
| 1994 | Roadracers                     | Donna                  | |
| 1994 | El Vuelo del Águila            | Juana Cata             | Telenovel·la |
| 1997 | The Hunchback                  | Esmeralda              | |
| 1999 | Action                         | Ella mateixa           | Estrella convidada |
| 2001 | In the Time of the Butterflies | Minerva Mirabal        | Producció |
| 2003 | The Maldonado Miracle          |                        | Producció i direcció |
| 2003 | Saturday Night Live            | Presentadora convidada | |
| 2006 | Ugly Betty                     | Sofia Reyes            | Productora i estrella convidada Nominada − Primetime Emmy a la millor sèrie còmica Nominada − Primetime Emmy a la millor actriu convidada en sèrie còmica |
| 2009 | 30 Rock                        | Elisa                  | Estrella convidada |